# Fordia bracteolata
Fordia bracteolata là một loài thực vật có hoa trong họ Đậu. Loài này được Dasuki & Schot miêu tả khoa học đầu tiên.